# 19 januari
19 januari is de 19de dag van het jaar in de gregoriaanse kalender. Hierna volgen nog 346 dagen (347 dagen in een schrikkeljaar) tot het einde van het jaar.

## Gebeurtenissen
- Algemeen
  - 1997 - De poging van de Amerikaanse miljonair Steve Fossett als eerste een ballonvaart rond de wereld te voltooien mislukt.
  - 2013 - In Genève komen 140 landen tot een akkoord over een internationale conventie die het industriële gebruik en de uitstoot van kwik moet verminderen.
  - 2019 - Bij een explosie van een pijpleiding in Mexico komen meer dan zestig mensen om het leven.

- Kunst en cultuur
  - 1853 - Giuseppe Verdi's opera Il Trovatore beleeft zijn première in Rome.
  - 1997 - Hafid Bouazza, schrijver van de verhalenbundel De voeten van Abdullah, krijgt de E. du Perronprijs.
  - 2014 - Cabaretier Seth Gaaikema sluit na 55 jaar zijn carrière af met een optreden in de Stadsschouwburg in Groningen.

- Media
  - 1946 - Eerste uitzending van RON (Regionale Omroep Noord), de voorloper van RONO.
  - 1962 - Zeezenders DCR en Radio Mercur fuseren.
  - 1990 - De eerste editie van AutoWeek ligt in de winkels.
  - 2024 - SBS6 zendt de eerste aflevering van het televisieprogramma Het jaar van ... uit.[1]

- Muziek
  - 2019 - Rapper Ronnie Flex ontvangt op festival Noorderslag in Groningen de Popprijs 2018.[2]

- Oorlog
  - 1993 - Leden van de Angolese onafhankelijkheidsbeweging UNITA veroveren de noordelijk gelegen stad Soyo en nemen daarbij zestien buitenlanders gevangen.
  - 1997 - Bij de ontploffing van een autobom voor een koffiehuis in een volksbuurt van Algiers vallen zeker 21 doden en zestig gewonden.

- Politiek
  - 379 - Flavius Theodosius wordt tot keizer (Augustus) verheven en regeert over de oostelijke provincies (diocesen) van het Romeinse Rijk.
  - 639 - Koning Dagobert I overlijdt na een regeerperiode van 10 jaar, hij wordt opgevolgd door zijn zonen Sigibert III en Clovis II. De jonge Frankische troonopvolgers worden gedomineerd door de hofmeier van het paleis, Pepijn van Landen.
  - 1795 - De Bataafse Republiek uitgeroepen.
  - 1981 - Iran en de VS bereiken door bemiddeling van Algerije een akkoord over de vrijlating van de 52 gijzelaars in de Amerikaanse ambassade in Teheran.
  - 1983 - Miljoenen Grieken gaan de straat op uit protest tegen de inkomenspolitiek van de regering van premier Andreas Papandreou.
  - 1989 - Ante Marković wordt premier van Joegoslavië.
  - 1993 - Het Israëlische parlement heft de wet op die contacten met de PLO verbiedt.
  - 1997 - Petar Stojanov wordt beëdigd als tweede democratisch gekozen president van Bulgarije.

- Sport
  - 1997 - Ellen Wiegers (16) verovert bij de Europese kampioenschappen shorttrack in het Zweedse Malmö de zilveren medaille.
  - 2002 - Gastland Mali begint de 23ste editie van het Afrikaans kampioenschap voetbal met een 1-1 gelijkspel tegen Liberia in het Stade du 26 Mars in Bamako.
  - 2013 - De Fransman Stéphane Peterhansel wint voor de elfde keer de Dakar-rally. Hij wint de 34e editie in een Mini. Bij de motoren is de overwinning voor zijn landgenoot Cyril Despres.
  - 2011 - Voetballer Mbark Boussoufa van RSC Anderlecht neemt in het Casino-Kursaal in Oostende voor de tweede keer de Belgische Gouden Schoen in ontvangst.
  - 2024 - De Brit Luke Littler gooit in de kwartfinale van de Bahrain Darts Masters tegen zijn landgenoot Nathan Aspinall een 9-darter. Littler is de jonge darter tot nu toe die een 9-darter gooit op een live op tv uitgezonden toernooi. Hij verslaat Aspinall met 6-3, daarna Gerwyn Price in de halve finale met 7-3 en ten slotte de Nederlander Michael van Gerwen in de finale met 8-5, goed voor zijn eerste PDC-titel.[3]
  - 2024 - In de Challenger Category van de Dakar Rally schrijft de Spaanse Cristina Gutierrez Herrero de overwinning op haar naam. Gutierrez Herrero is, na de Duitse Jutta Kleinschmidt in 2001, de tweede vrouwelijke coureur die de rally weet te winnen. Bij de trucks is er Nederlands succes voor Mitchel van den Brink die de derde plaats voor zich opeist.[4]
  - 2024 - De Serviër Novak Djokovic speelt zijn honderdste wedstrijd op de Australian Open. Djokovic wint de wedstrijd in drie sets van de Argentijn Tomás Etcheverry en plaatst zich zo voor de achtste finales.[5]

- Wetenschap en technologie
  - 1915 - Georges Claude krijgt octrooi op de neonlamp.
  - 2006 - NASA lanceert de ruimtesonde "New Horizons" met als doel een fly-by van de dwergplaneet Pluto.[6]
  - 2022 - Lancering van een Falcon 9 raket van SpaceX vanaf Kennedy Space Center Lanceercomplex 39 voor de Starlink group 4-6 missie met 49 Starlink satellieten.[7]
  - 2023 - Lancering van een Falcon 9 raket van SpaceX vanaf Vandenberg Space Force Base SLC-4E voor de Starlink group 2-4 missie met 51 Starlink satellieten.[8]
  - 2024 - De maanlander Smart Lander for Investigating Moon (SLIM) van het Japanse ruimtevaartagentschap JAXA maakt een succesvolle zachte landing op de Maan. Japan is het vijfde land die daarin slaagt.[9]

## Geboren

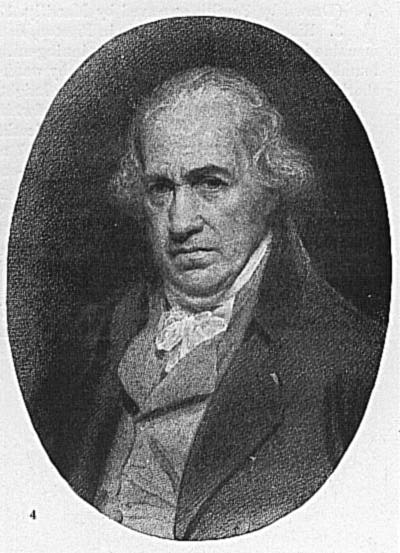
James Watt
geboren in 1736

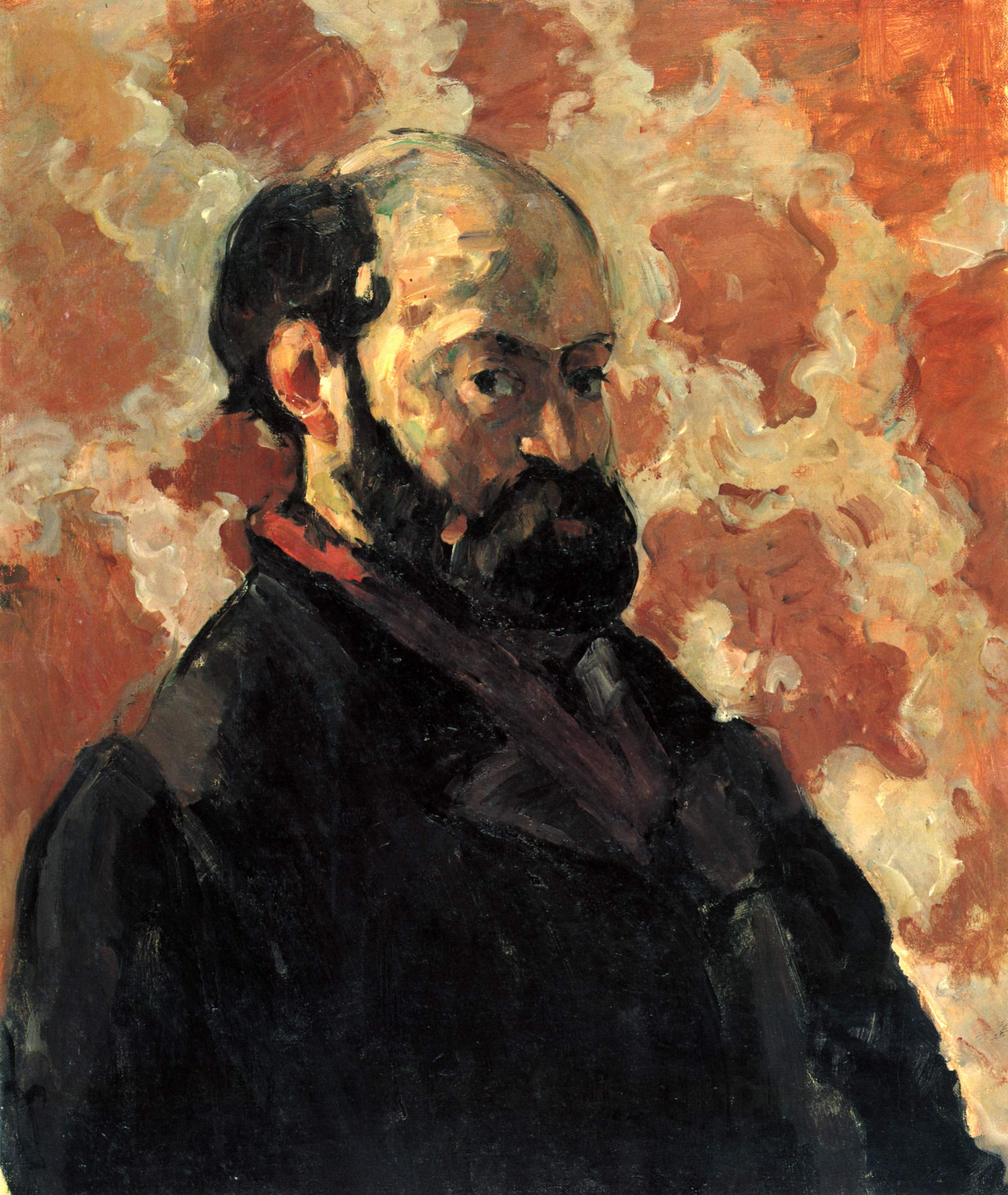
Paul Cézanne
geboren in 1839

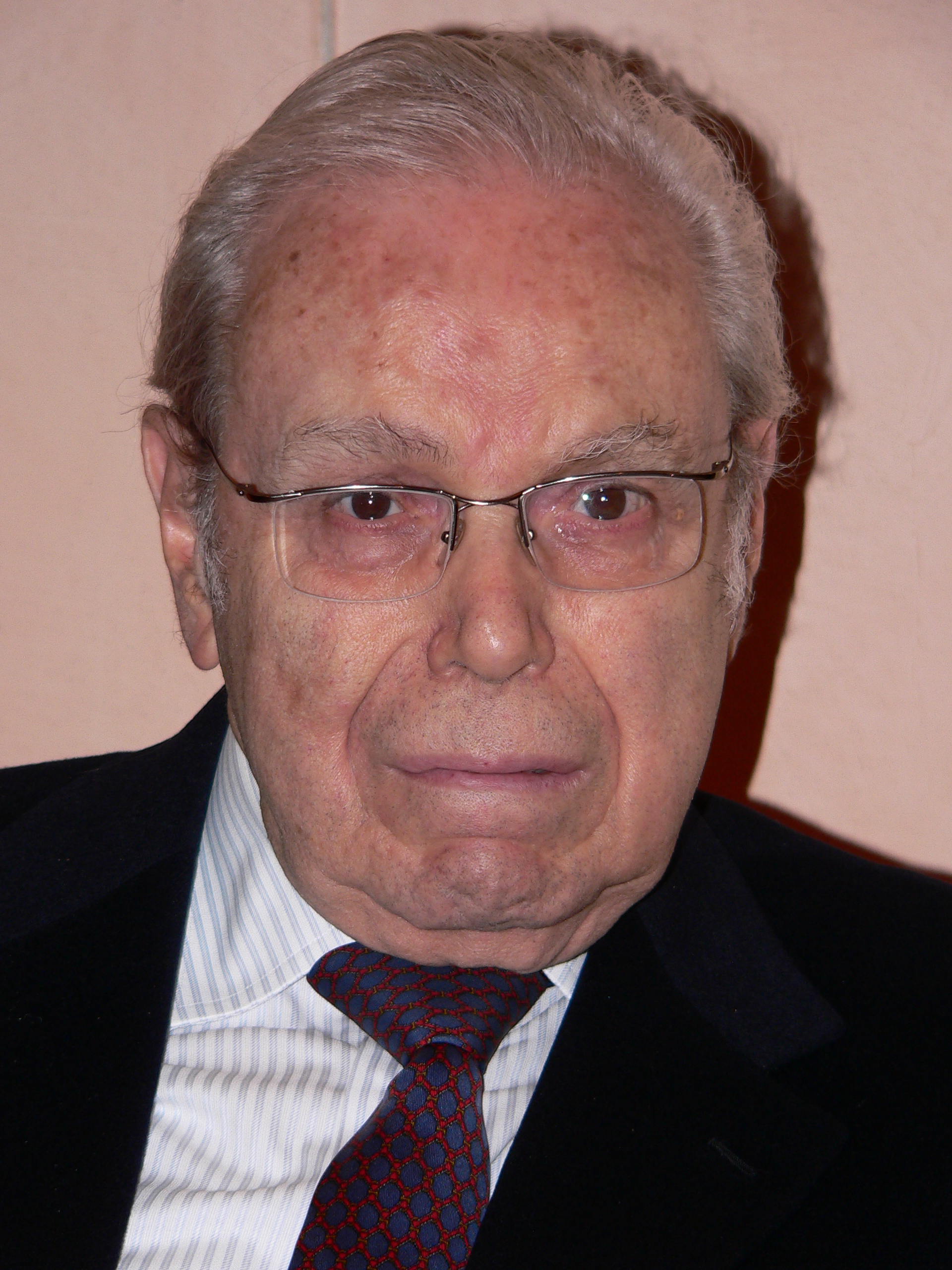
Javier Pérez de Cuéllar
geboren in 1920

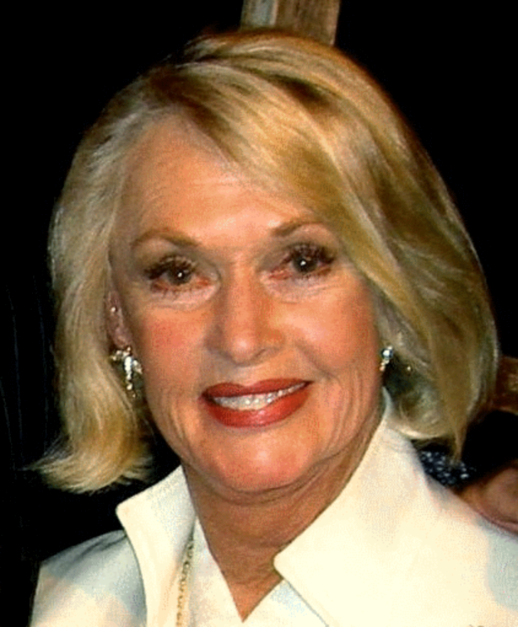
Tippi Hedren
geboren in 1930

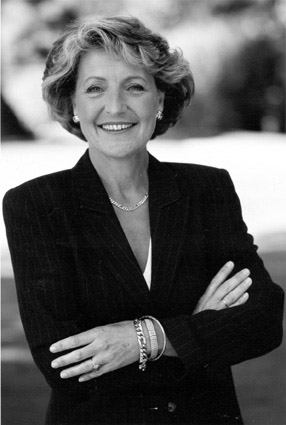
Prinses Margriet
geboren in 1943

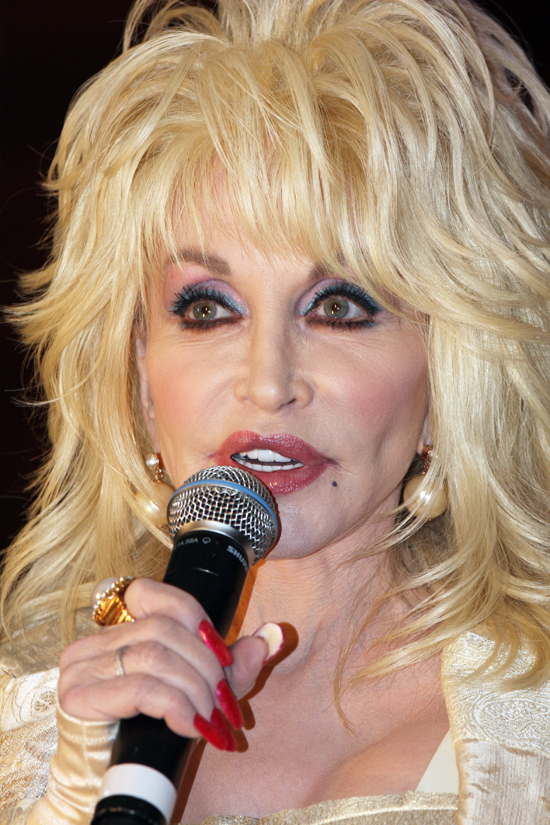
Dolly Parton
geboren in 1946

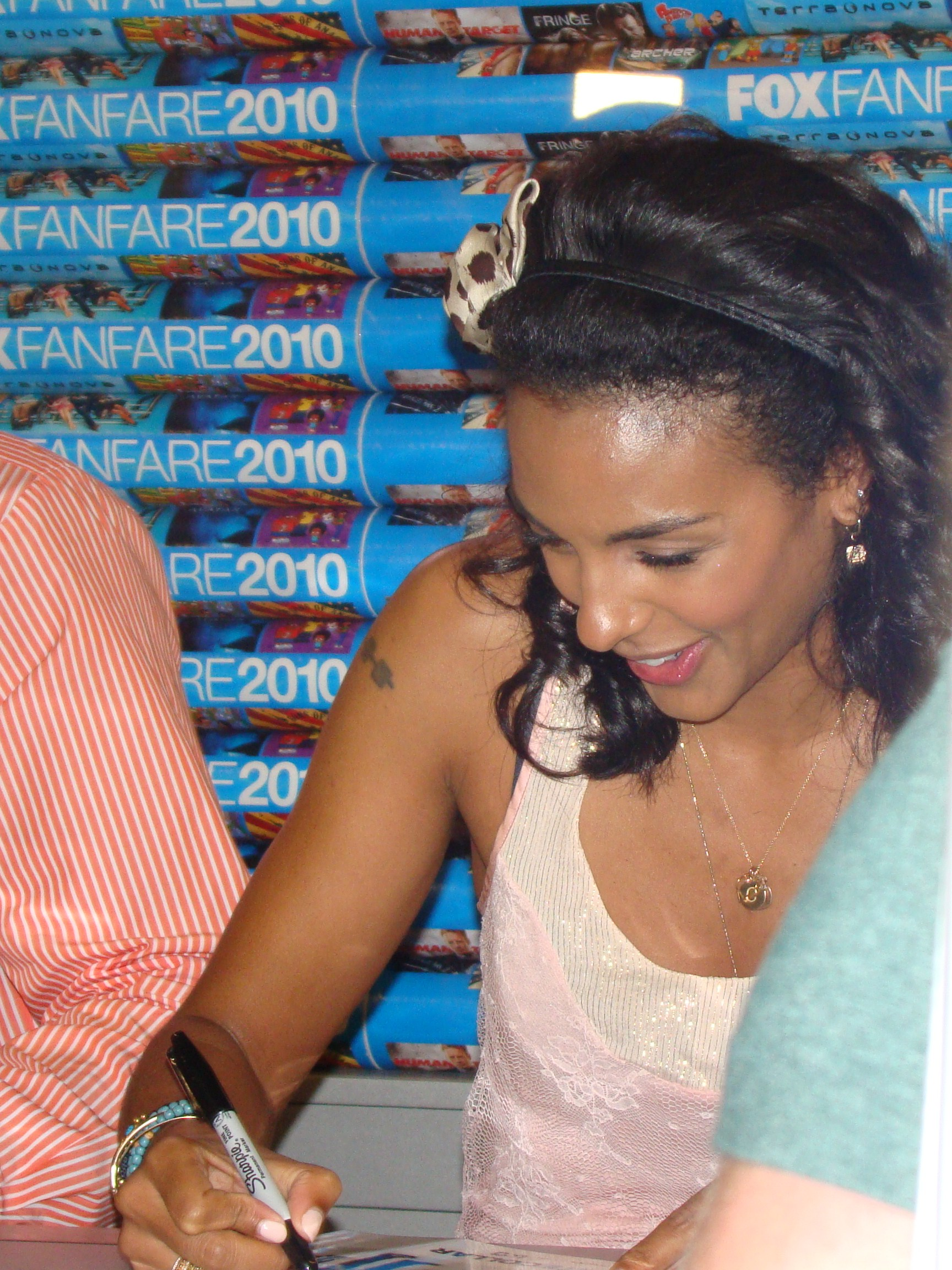
Marsha Thomason
geboren in 1976

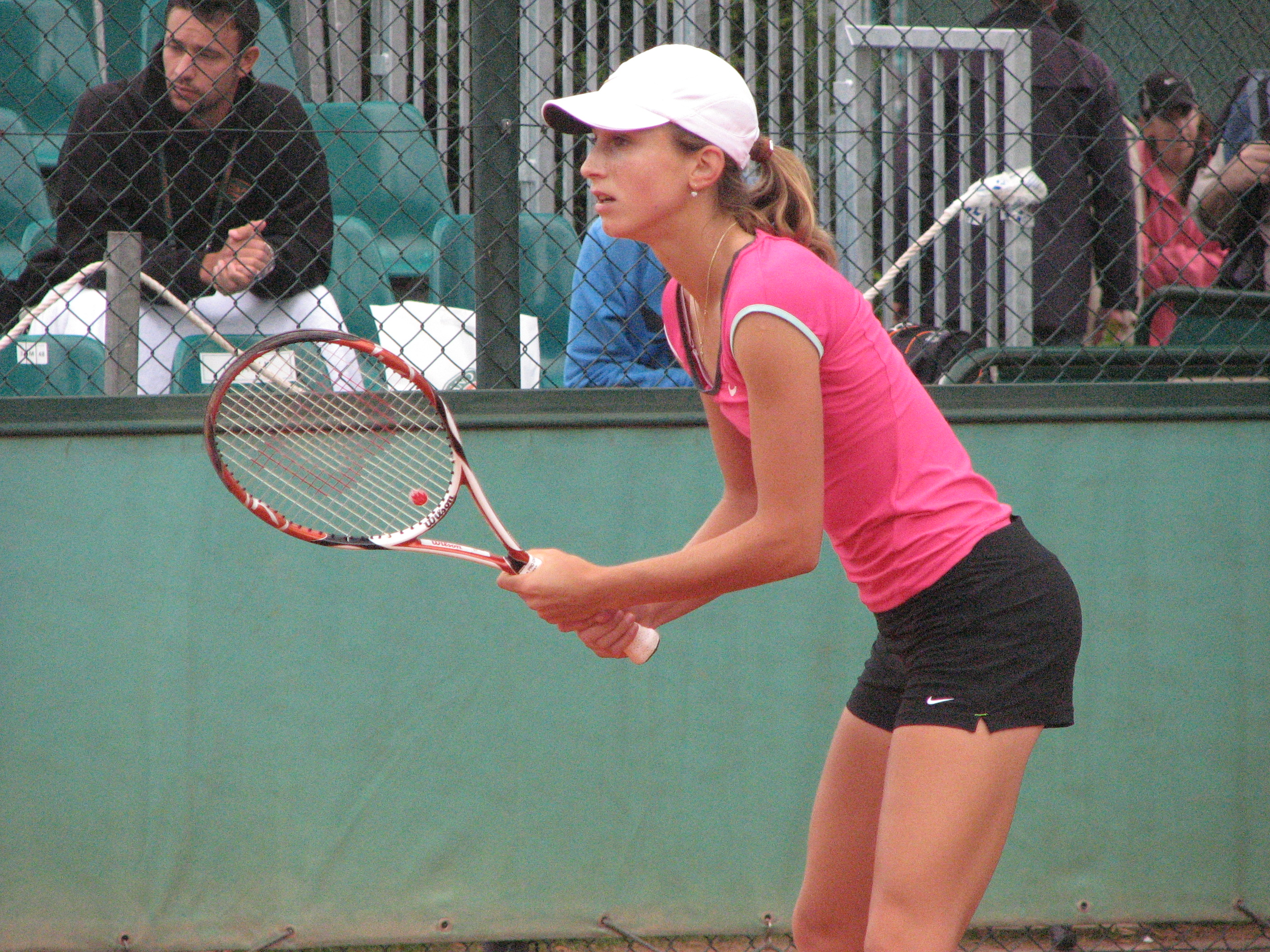
Petra Martić
geboren in 1991

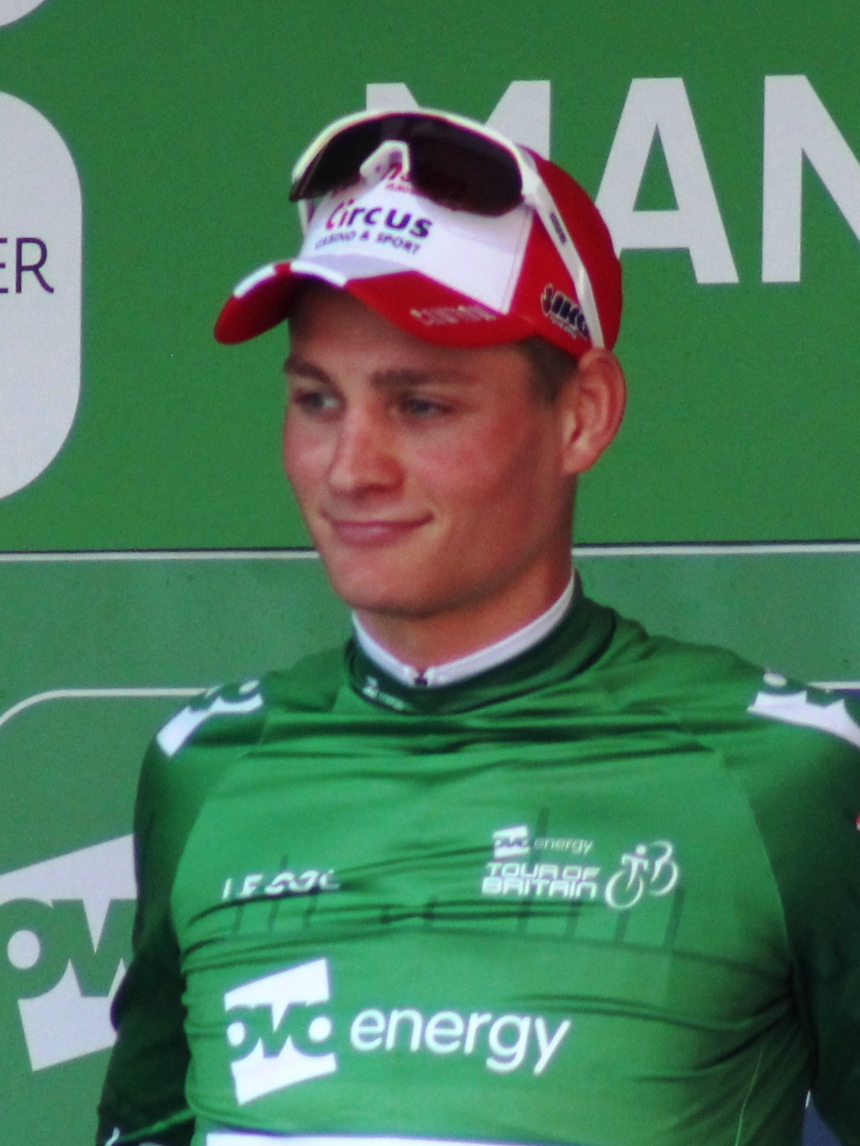
Mathieu van der Poel
geboren in 1995

- 399 - Aelia Pulcheria, keizerin van het Byzantijnse Rijk (overleden 453)
- 1617 - Lucas Faydherbe, Belgisch beeldhouwer (overleden 1697)
- 1621 - Maurits Frederik van Nassau-Siegen, Duits graaf en officier in het Staatse leger (overleden 1638)
- 1736 - James Watt, Schots uitvinder (overleden 1819)
- 1747 - Johann Elert Bode, Duits astronoom (overleden 1826)
- 1757 - Augusta van Reuss-Ebersdorf en Lobenstein, moeder van koning Leopold I van België (overleden 1831)
- 1791 - James Blundell, Brits medicus (overleden 1878)
- 1807 - Robert E. Lee, Amerikaans generaal (overleden 1870)
- 1809 - Edgar Allan Poe, Amerikaans schrijver (overleden 1849)
- 1824 - Hendrik Jacob van der Heim, Nederlands politicus (overleden 1890)
- 1826 - Robert Braithwaite Martineau, Engels kunstschilder (overleden 1869)
- 1832 - Salvador Giner y Vidal, Spaans componist (overleden 1911)
- 1839 - Paul Cézanne, Frans impressionistisch schilder (overleden 1906)
- 1864 - Sophie Apenes, Noors zangeres (overleden 1897)
- 1867 - Jean Delville, Belgisch dichter en kunstschilder (overleden 1953)
- 1868 - Gustav Meyrink, Oostenrijks schrijver (overleden 1932)
- 1876 - Dragotin Kette, Sloveens dichter (overleden 1899)
- 1877 - Victor Van Cauteren, Belgisch politicus (overleden 1935)
- 1879 - Marie Koenen, Nederlands schrijfster (overleden 1959)
- 1880 - William Bertram, Canadees acteur en filmregisseur (overleden 1933)
- 1882 - Pierre Allemane, Frans voetballer (overleden 1956)
- 1888 - Ernesto Ruffini, Italiaans kardinaal-aartsbisschop van Palermo (overleden 1967)
- 1890 - Elmer Niklander, Fins atleet (overleden 1942)
- 1890 - Ferruccio Parri, Italiaans politicus (overleden 1981)
- 1890 - Henri Pauwels, Belgisch vakbondsleider en minister (overleden 1946)
- 1890 - Wäinö Wickström, Fins schaatser (overleden 1935)
- 1900 - Jan Knape Mzn, Nederlands schrijver en bestuurder (overleden 1979)
- 1900 - Marceau Remson, Belgisch politicus (overleden 1978)
- 1901 - Hans Moser, Zwitsers ruiter (overleden 1974)
- 1912 - Leonid Kantorovitsj, Russisch econoom (overleden 1986)
- 1912 - Sjeng Tans, Nederlands politicus (overleden 1993)
- 1913 - Jan Linssen, Nederlands voetballer (overleden 1995)
- 1913 - Oscar Naert, Belgisch atleet (overleden 1944)
- 1914 - Bob Gerard, Brits autocoureur (overleden 1990)
- 1917 - Streamline Ewing, Amerikaans jazztrombonist (overleden 2002)
- 1919 - Antoni Brzeżańczyk, Pools voetballer en voetbaltrainer (overleden 1987)
- 1919 - Miguel Ángel Rugilo, Argentijns voetballer (overleden 1993)
- 1920 - Luciano Chailly, Italiaans componist (overleden 2002)
- 1920 - Javier Pérez de Cuéllar, Peruviaans VN-diplomaat (overleden 2020)
- 1920 - Johnny Haymer, Amerikaans acteur (overleden 1989)
- 1921 - Patricia Highsmith, Amerikaans detectiveschrijfster (overleden 1995)
- 1921 - Todd Karns, Amerikaans acteur (overleden 2000)
- 1923 - Jean Stapleton, Amerikaans actrice (overleden 2013)
- 1923 - Markus Wolf, Oost-Duits spion (overleden 2006)
- 1924 - Willy Courteaux, Belgisch journalist en vertaler (overleden 2017)
- 1924 - Jean-François Revel, Frans filosoof, journalist en schrijver (overleden 2006)
- 1925 - Jean Bogaerts, Belgisch wielrenner (overleden 2017)
- 1926 - Fritz Weaver, Amerikaans acteur (overleden 2016)
- 1927 - Urbain De Cuyper, Belgisch politicus en burgemeester (overleden 2012)
- 1927 - Henryk Jurkowski, Pools theatercriticus, -historicus, -theoreticus, -schrijver en regisseur (overleden 2016)
- 1929 - Edmundo Abaya, Filipijns aartsbisschop (overleden 2018)
- 1929 - Carl Ebbe Andersen, Deens roeier (overleden 2009)
- 1929 - Red Amick, Amerikaans autocoureur (overleden 1995)
- 1929 - Nini Van der Auwera, Belgisch actrice (overleden 2022)
- 1929 - Jan Westerbeek, Nederlands voetballer (overleden 2017)
- 1930 - Tippi Hedren, Amerikaans actrice
- 1932 - Richard Lester, Amerikaans filmregisseur
- 1934 - Klaas Gubbels, Nederlands kunstenaar
- 1935 - François Couchepin, Zwitsers politicus (overleden 2023)
- 1936 - Jannie van Eyck-Vos, Nederlands atlete (overleden 2020)
- 1936 - Elliott Schwartz, Amerikaans componist en muziekpedagoog (overleden 2016)
- 1937 - Birgitta Bernadotte, prinses van Zweden (overleden 2024)
- 1937 - Brian Miller, Engels voetballer (overleden 2007)
- 1939 - Phil Everly, Amerikaans zanger (overleden 2014)
- 1940 - Hans Brian, Nederlands rugbyspeler, bondscoach en televisiecommentator (overleden 2022)
- 1940 - Rudolf Jansen, Nederlands pianist en organist (overleden 2024)
- 1941 - Tony Anholt, Brits televisieacteur (overleden 2002)
- 1941 - Adriaan Hiele, Nederlands econoom, spreker, columnist en publicist (overleden 2022)
- 1942 - Michael Crawford, Brits acteur en komiek
- 1942 - Pieter Lakeman, Nederlands bedrijfsdocumentalist, -adviseur en fraudebestrijder
- 1943 - Janis Joplin, Amerikaans zangeres (overleden 1970)
- 1943 - Prinses Margriet, Nederlands prinses
- 1943 - Lee Nelson, Amerikaans pokerspeler
- 1943 - Jörg Ringgenberg, Zwitsers componist, dirigent en tubaïst
- 1945 - João Batista de Sales (Fio Maravilha), Braziliaans voetballer
- 1946 - Julian Barnes, Brits schrijver
- 1946 - Gennadi Koezmin, Russisch schaker (overleden 2020)
- 1946 - Dolly Parton, Amerikaans countryzangeres en actrice
- 1947 - Guillermo Marchena, Nederlands-Antilliaans drummer en zanger (overleden 1994)
- 1948 - Frits Spits, Nederlands radiomaker en televisiepresentator
- 1949 - Arend Langenberg, Nederlands radio-nieuwslezer (overleden 2012)
- 1949 - Robert Palmer, Engels zanger (overleden 2003)
- 1949 - Dennis Taylor, Noord-Iers snookerspeler
- 1950 - Willem Venerius, Nederlands astroloog
- 1951 - Rifi Kythouka, Congolees muzikant
- 1953 - Gerard Ammerlaan, Nederlands componist (overleden 2011)
- 1953 - Carry Goossens, Belgisch acteur
- 1954 - Katey Sagal, Amerikaans actrice
- 1955 - Simon Rattle, Engels dirigent
- 1955 - Michiel Romeyn, Nederlands acteur en televisiemaker
- 1955 - Erwina Ryś-Ferens, Pools langebaanschaatsster (overleden 2022)
- 1956 - Sergio Cresto, Italiaans-Amerikaans rallysportnavigator (overleden 1986)
- 1958 - Michel De Wolf, Belgisch voetballer
- 1958 - Epifanio González, Paraguayaans voetbalscheidsrechter
- 1959 - Mauro Maugeri, Italiaans waterpoloër en waterpolocoach (overleden 2017)
- 1960 - Al Joyner, Amerikaans atleet
- 1960 - Manfred Schüttengruber, Oostenrijks voetbalscheidsrechter
- 1960 - Mauro Tassotti, Italiaans voetballer
- 1961 - Paul McCrane, Amerikaans acteur
- 1961 - Yannick Stopyra, Frans voetballer
- 1962 - Hans Daams, Nederlands wielrenner
- 1962 - Leen Demaré, Belgisch radiopresentatrice
- 1963 - John Bercow, Brits politicus
- 1963 - Erik Burke, Belgisch acteur
- 1965 - Eziolino Capuano, Italiaans voetbalcoach
- 1965 - Roy Helge Olsen, Noors voetbalscheidsrechter
- 1966 - Floris Jan Bovelander, Nederlands hockeyer
- 1966 - Antoine Fuqua, Amerikaans filmregisseur
- 1966 - Stefan Edberg, Zweeds tennisser
- 1966 - Aaron Slight, Nieuw-Zeelands motorcoureur
- 1967 - Álvaro Mejía, Colombiaans wielrenner
- 1967 - Michael Schjønberg, Deens voetballer en voetbalcoach
- 1968 - Heather Fuhr, Canadees triatlete
- 1968 - Svetoslav Malinov, Bulgaars politicus
- 1968 - Bert Natter, Nederlands schrijver, uitgever en journalist
- 1969 - Trey Lorenz, Amerikaans zanger
- 1969 - Predrag Mijatović, Joegoslavisch voetballer
- 1969 - Steve Staunton, Iers voetballer en voetbalcoach
- 1969 - Jean Vanek, Luxemburgs voetballer
- 1970 - Kathleen Smet, Belgisch triatlete
- 1970 - Tim Foster, Brits roeier
- 1971 - Maurice Hofman, Nederlands voetballer
- 1971 - Anneke Venema, Nederlands roeister
- 1971 - Karl Vannieuwkerke, Belgisch sportverslaggever
- 1971 - Shawn Wayans, Amerikaans acteur
- 1972 - Paul Van Hyfte, Belgisch wielrenner
- 1972 - Drea de Matteo, Amerikaans actrice
- 1973 - Ann Kristin Aarønes, Noors voetbalster
- 1973 - Jevgeni Sadovy, Russisch zwemmer
- 1973 - Takahiro Sunada, Japans atleet
- 1974 - Natassia Malthe, Noors actrice
- 1974 - Jaime Moreno, Boliviaans voetballer
- 1974 - Xavier Roca, Spaans voetballer
- 1975 - Natalie Cook, Australisch beachvolleyballer
- 1975 - Jacob Moe Rasmussen, Deens wielrenner
- 1976 - Arjan Hut, Fries schrijver, stadsdichter van Leeuwarden
- 1976 - Marsha Thomason, Brits actrice
- 1977 - Jenny Johansson, Zweeds oriëntatieloopster
- 1977 - Lauren Etame Mayer, Kameroens voetballer
- 1978 - Zbigniew Małkowski, Pools voetbaldoelman
- 1979 - Svetlana Chorkina, Russisch gymnaste
- 1979 - Joelle Franzmann, Duits triatlete
- 1979 - Antonio Núñez, Spaans voetballer
- 1979 - Marie Overbye, Deens triatlete
- 1979 - Kevin Tse, Macaus autocoureur
- 1980 - Jenson Button, Brits autocoureur
- 1980 - Matic Osovnikar, Sloveens atleet
- 1981 - Ahmed Ammi, Marokkaans-Nederlands voetballer
- 1981 - Asier del Horno, Spaans voetballer
- 1981 - Lucho González, Argentijns voetballer
- 1981 - Loes Haverkort, Nederlands actrice
- 1982 - Nathaniel McKinney, Bahamaans atleet
- 1982 - Simone Missick, Amerikaans actrice
- 1982 - Matt Tegenkamp, Amerikaans atleet
- 1983 - Hikaru Utada, Japans popster
- 1984 - Dirk Bellemakers, Nederlands wielrenner
- 1984 - Nicolás Pareja, Argentijns voetballer
- 1984 - Hamdi Salihi, Albanees voetballer
- 1985 - Esteban Guerrieri, Argentijns autocoureur
- 1985 - Olga Kaniskina, Russisch atlete
- 1985 - Alper Uçar, Turks kunstschaatser
- 1987 - Andrea Dettling, Zwitsers alpineskiester
- 1987 - Brian Harman, Amerikaans golfspeler
- 1987 - Edgar Manucharian, Armeens voetballer
- 1987 - Ricardo Pedriel, Boliviaans voetballer
- 1988 - Aleksandrs Cauņa, Lets voetballer
- 1988 - Gergő Kis, Hongaars zwemmer
- 1988 - Christopher Lima da Costa, Gabonees/Santomees atleet
- 1988 - Stef Wijlaars, Nederlands voetballer
- 1989 - Nikolaj Karamysjev, Russisch autocoureur
- 1989 - Astier Nicolas, Frans ruiter
- 1990 - Agustín Canapino, Argentijns autocoureur
- 1990 - Nils Zumbeel, Duits voetballer
- 1991 - Iván Castellani, Argentijns volleyballer
- 1991 - Petra Martić, Kroatisch tennisster
- 1991 - Erin Sanders, Amerikaans actrice
- 1991 - Charlton Vicento, Nederlands voetballer
- 1992 - Carly Bondar, Canadees actrice
- 1992 - Shawn Johnson, Amerikaans artistiek gymnaste
- 1992 - Mac Miller, Amerikaans hiphopartiest (overleden 2018)
- 1992 - James Woods, Brits freestyleskiër
- 1993 - Krisztián Adorján, Hongaars voetballer
- 1993 - Bence Biczó, Hongaars zwemmer
- 1993 - Chris Eißler, Duits rodelaar
- 1993 - Nicolai Næss, Noors voetballer
- 1994 - Jordi Bitter, Nederlands voetballer
- 1994 - Hunter Doohan, Amerikaans acteur
- 1994 - Matthias Ginter, Duits voetballer
- 1994 - Alfie Mawson, Engels voetballer
- 1994 - Marvelous Nakamba, Zimbabwaans voetballer
- 1995 - Mathieu van der Poel, Nederlands wielrenner
- 1995 - Maximiliano Rolón, Argentijns voetballer (overleden 2022)
- 1995 - Frederik Schram, IJslands voetballer
- 1996 - Max Clark, Engels voetballer
- 1996 - Mathias Graf, Oostenrijks alpine- en freestyleskiër
- 1996 - Marcel Hartel, Duits voetballer
- 1996 - Lyes Houri, Frans voetballer
- 1996 - Jakub Jankto, Tsjechisch voetballer
- 1996 - Breezy Johnson, Amerikaans alpineskiester
- 1996 - Hervé Matthys, Belgisch voetballer
- 1996 - Nemanja Mihajlović, Servisch voetballer
- 1996 - Arno Monsecour, Belgisch voetballer
- 1996 - Mamadou Tounkara, Senegalees voetballer
- 1997 - Abdulsamed Abdullahi, Nederlands-Somalisch voetballer
- 1997 - Marcel Bosker, Nederlands schaatser
- 1998 - Bilal Bari, Frans-Marokkaans voetballer
- 1998 - Darryl Bäly, Nederlands voetballer
- 1998 - Tom Donnenwirth, Frans wielrenner
- 1998 - Lily Donoghue, Amerikaans actrice
- 1998 - Orji Okwonkwo, Nigeriaans voetballer
- 1998 - Josefine Rybrink, Zweeds voetbalster
- 1999 - Kim Si-eun, Zuid-Koreaans actrice
- 1999 - Zakari Junior Lambo, Nigerees-Belgisch voetballer
- 1999 - Matilde Lundorf Skovsen, Deens voetbalster
- 1999 - Donyell Malen, Nederlands voetballer
- 1999 - Valentino Müller, Oostenrijks voetballer
- 1999 - Lucas Ribeiro, Braziliaans voetballer
- 1999 - Sven Sonnenberg, Duits voetballer
- 2000 - Choi Da-bin, Zuid-Koreaans kunstschaatsster
- 2000 - Juan Miranda, Spaans voetballer
- 2000 - Youri Roseboom, Nederlands voetballer
- 2000 - Cain Seedorf, Nederlands voetballer
- 2000 - Rico Zeegers, Nederlands voetballer
- 2001 - Jordy Schelfhout, Nederlands voetballer
- 2002 - Alex Timossi Andersson, Zweeds voetballer
- 2002 - Reinier Jesus Carvalho (Reinier), Braziliaans voetballer
- 2003 - Felix Afena-Gyan, Ghanees voetballer
- 2003 - Jack Alexy, Amerikaans zwemmer
- 2003 - Sanne de Goede, Nederlands voetbalster
- 2003 - Ilaix Moriba, Guinee-Bissaus-Spaans voetballer
- 2003 - Christian Rasmussen, Deens voetballer
- 2004 - Dino Beganovic, Zweeds-Bosnisch autocoureur
- 2004 - Mohamed-Ali Cho, Frans voetballer
- 2005 - Bianca Bustamante, Filipijns autocoureur
- 2006 - Felicia de Zeeuw, Nederlands voetbalster
- 2007 - Harrison Armstrong, Engels voetballer

## Overleden

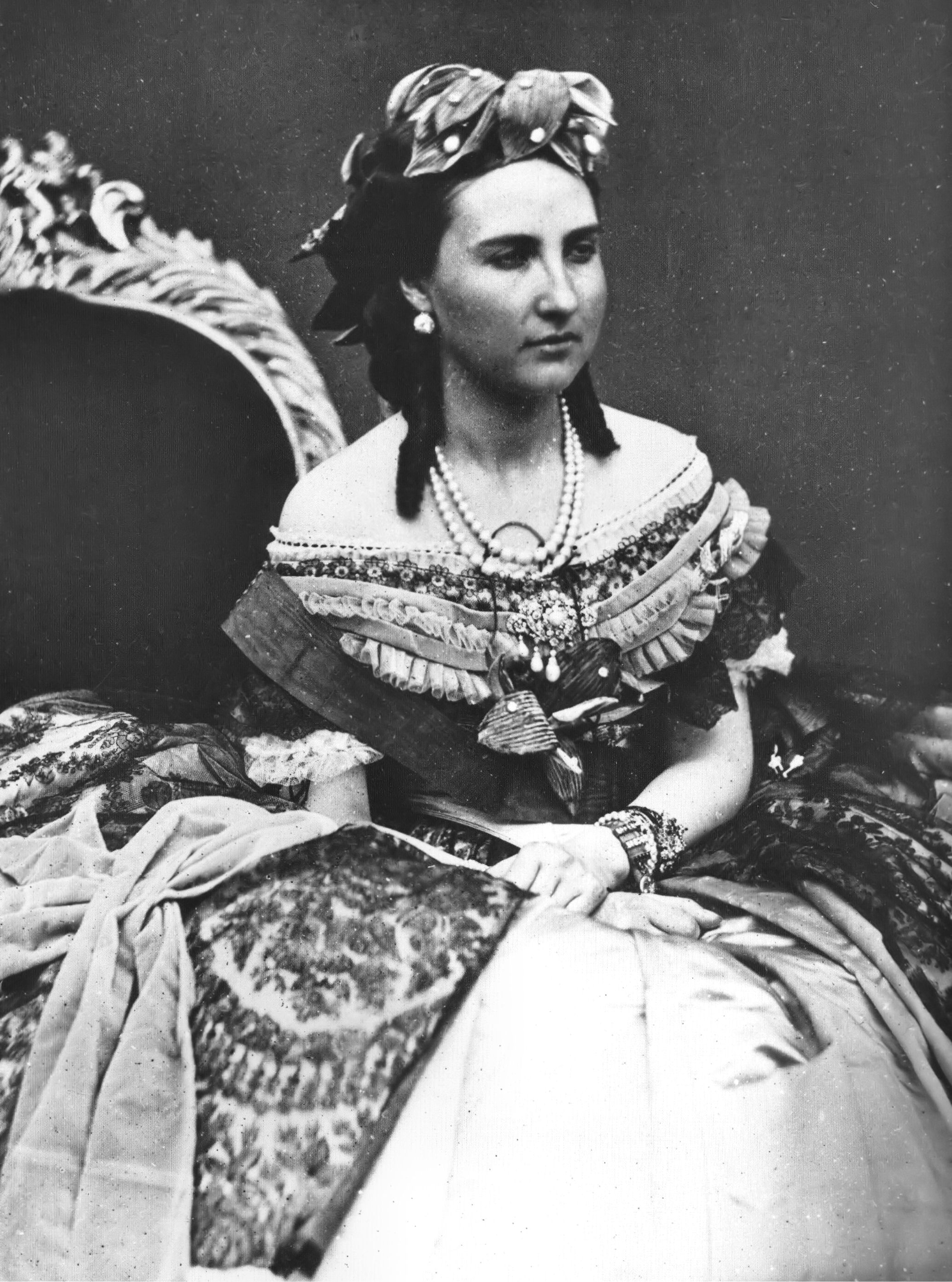
Charlotte van Mexico,
overleden in 1927

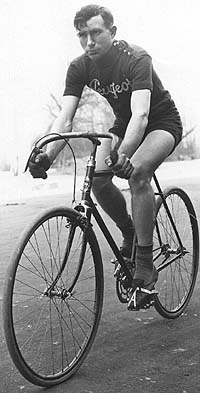
Firmin Lambot,
overleden in 1964

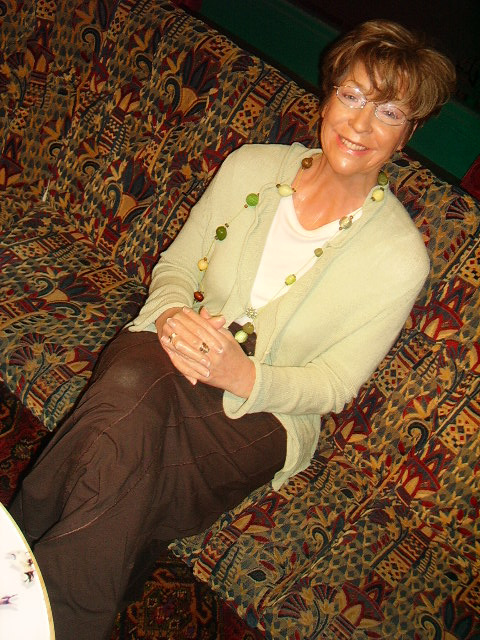
Anne Kirkbride
overleden in 2015

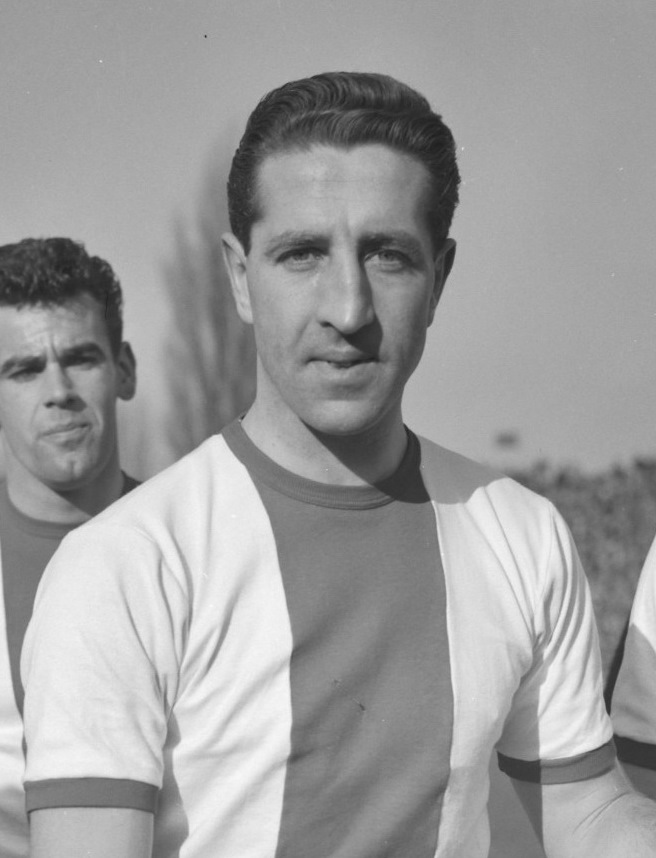
Ger van Mourik
overleden in 2017

- 639 - Dagobert I (36), koning van de Franken
- 1405 - Timoer Lenk, (68) Mongools krijgsheer en stichter van het Timoeridische rijk en de dynastie der Timoeriden
- 1479 - Johan II van Aragón (81), koning van Aragón en Navarra
- 1483 - Willem IV van Egmont (70), stadhouder van Gelre
- 1547 - Henry Howard (±30), Engels dichter en aristocraat
- 1565 - Diego Laínez (ca. 53), Spaans priester en theoloog
- 1628 - Abbas I van Perzië (70), sjah van Perzië
- 1629 - Cornelis Cornelisz. Clock (ca. 68), Nederlands glazenier
- 1858 - Maurits Cornelis van Hall (89), Nederlands advocaat, rechter, politicus, dichter, vertaler en letterkundige
- 1865 - Pierre-Joseph Proudhon (56), Frans anarchistisch denker
- 1874 - August Heinrich Hoffmann von Fallersleben (75), Duits schrijver
- 1881 - Eugène Verboeckhoven (82), Belgisch kunstschilder, graveur en beeldhouwer
- 1883 - Willem Geefs (77), Belgisch beeldhouwer
- 1888 - Anton de Bary (56), Duits arts, mycoloog en botanicus
- 1894 - Piet Paaltjens (58), Nederlands dichter en predikant
- 1896 - Jan Willink (64), Nederlands textielfabrikant
- 1901 - Nicolaas Redeker Bisdom (70), Nederlands architect
- 1905 - George Henry Boughton (±71), Engels-Amerikaans kunstschilder
- 1927 - Charlotte van België (86), dochter van Leopold I van België en keizerin van Mexico
- 1936 - Johannes Antonius Marinus Bron (73), Nederlands militair
- 1946 - Harm Kolthek (73), Nederlands vakbondsbestuurder en politicus
- 1954 - Theodor Kaluza (68), Duits wiskundige
- 1957 - Henri Denis (79), Belgisch militair en politicus
- 1964 - Firmin Lambot (77), Belgisch wielrenner
- 1969 - Jan Palach (20), Tsjechisch politiek activist
- 1981 - Francesca Woodman (22), Amerikaans fotografe
- 1982 - Elis Regina (36), Braziliaans zangeres
- 1985 - Sylvain Grysolle (69), Belgisch wielrenner
- 1985 - Thomas Richards (74), Brits atleet
- 1987 - Albert Delahaye (71), Nederlands archivaris
- 1987 - Lawrence Kohlberg (59), Amerikaans psycholoog
- 1988 - Jevgeni Mravinski (84), Russisch dirigent
- 1990 - Arthur Goldberg (81), Amerikaans politicus, jurist en diplomaat
- 1990 - Aleksandr Petsjerski (80), Russisch-Joods Holocaustoverlevende
- 1990 - Bhagwan Sri Rajneesh (58), Indiaas goeroe
- 1990 - Herbert Wehner (83), Duits politicus
- 1994 - Jef Vliers (61), Belgisch voetballer en voetbaltrainer
- 1996 - Ivonne Lex (68), Belgisch actrice
- 1996 - Lucien Theys (68), Belgisch atleet
- 1998 - Carl Perkins (56), Amerikaans zanger en gitarist
- 2000 - Bettino Craxi (65), Italiaans premier
- 2000 - Frederick Herzberg (76), Amerikaans psycholoog
- 2000 - Hedy Lamarr (85), Oostenrijks-Amerikaans actrice en uitvindster
- 2006 - Roland Lommé (69), Belgisch filmcineast en criticus
- 2006 - Wilson Pickett (64), Amerikaans soulzanger
- 2006 - Jos Staatsen (62), Nederlands politicus, ambtenaar en topman
- 2007 - Bam Bam Bigelow (45), Amerikaans professioneel worstelaar
- 2007 - Gerhard Bronner (84), Oostenrijks componist
- 2007 - Hrant Dink (52), Armeens-Turks journalist en columnist
- 2007 - Denny Doherty (66), Canadees zanger en songwriter
- 2007 - Moerat Nasyrov (37), Russisch zanger en songwriter
- 2009 - Anastasia Baboerova (25), Russisch journaliste
- 2009 - Johan Geleyns (43), Belgisch basketballer
- 2009 - Stanislav Markelov (34), Russisch advocaat
- 2010 - Herman Krikhaar (79), Nederlands kunstschilder en galeriehouder
- 2010 - Panajot Pano (70), Albanees voetballer
- 2010 - Cerge Remonde (51), Filipijns journalist en presidentieel woordvoerder
- 2012 - Sarah Burke (29), Canadees freestyleskiester
- 2012 - Rudi van Dantzig (78), Nederlands balletdanser en choreograaf
- 2012 - Gilbert Temmerman (83), Belgisch politicus
- 2012 - Philo Weijenborg-Pot (84), Nederlands advocate en politica
- 2013 - Abderrahim Goumri (36), Marokkaans atleet
- 2013 - Taiho Koki (72), Japans sumoworstelaar
- 2013 - Ian Wells (48), Brits voetballer
- 2014 - Bert Williams (93), Brits voetbaldoelman
- 2015 - Anne Kirkbride (60), Brits actrice
- 2015 - Robert Manzon (97), Frans autocoureur
- 2015 - Peter Wallenberg (88), Zweeds zakenman
- 2016 - Niek de Boer (91), Nederlands stedenbouwkundige
- 2016 - Yasutaro Koide (112), Japans supereeuweling en oudst levende man ter wereld
- 2016 - Max Nijman (74), Surinaams zanger
- 2016 - Ettore Scola (84), Italiaans regisseur
- 2016 - Nelly Stienstra (69), Nederlands taalkundige
- 2017 - Karen de Bok (55), Nederlands journaliste en televisiemaker
- 2017 - Loalwa Braz Vieira (63), Braziliaans zangeres
- 2017 - Miguel Ferrer (61), Amerikaans acteur
- 2017 - Jan Kruis (83), Nederlands striptekenaar en stripscenarist
- 2017 - Ger van Mourik (85), Nederlands voetballer
- 2018 - Anna Campori (100), Italiaans actrice
- 2018 - Dorothy Malone (92), Amerikaans actrice
- 2020 - Jimmy Heath (93), Amerikaans jazzsaxofonist, -fluitist, componist en arrangeur
- 2020 - Chris de Wagt (34), Nederlands voetballer
- 2022 - Hans-Jürgen Dörner (70), Duits voetballer
- 2022 - Hardy Krüger (93), Duits acteur
- 2022 - Nigel Rogers (86), Brits tenor, dirigent en muziekpedagoog
- 2022 - Hummie van der Tonnekreek (76), Nederlands journaliste en tv-hoofdredacteur
- 2022 - Gaspard Ulliel (37), Frans acteur en model
- 2023 - Rudy Englebert (72), Nederlands bassist
- 2023 - Jos Van Riel (79), Belgisch voetballer
- 2023 - Anton Walkes (25), Brits voetballer
- 2024 - Marjon Brandsma (80) Nederlands actrice
- 2024 - Toru Kawashima (53), Japans voetballer
- 2024 - Lance Larson (83), Amerikaans zwemmer
- 2024 - Marlena Shaw (81), Amerikaans zangeres
- 2025 - Jimmy Calderwood (69), Schots voetballer en voetbalcoach
- 2025 - Horst Janson (89), Duits acteur
- 2025 - Imrich Lobo (69), Nederlands zanger2025 -
- 2025 - Nico van der Maat (84), Nederlands journalist
- 2025 - Pierre Mertens (85), Belgisch-Frans schrijver en advocaat
- 2025 - Jan Mijnsbergen (86), Nederlands politicus
- 2025 - Thijs Udo (70), Nederlands politicus
- 2025 - Mijndert Ververs (91), Nederlands zakenman

## Viering/herdenking
- Rooms-katholieke kalender:
  - Heilige Drie Heelmeesters: Marius (Maris) van Rome en zijn vrouw Martha en hun zonen Audifax en Abachum († c. 270)
  - Heiligen Martelaren van Carthago: Pia, Germana, Paulus, Januarius, Saturninus, Successus, Catus en Julius († ca. 300 ?)
  - Heilige Wulfstan (van Worcester) († 1095)
  - Heilige Hendrik van Uppsala († c. 1156)
  - Heilige Pontianus van Spoleto († 169)
  - Heilige Germanicus van Smyrna († c. 155)
  - Heilige Remigius van Rouen († c. 772)
  - Zalige Beatrix van Lens († na 1216)

## Weerextremen

### Nederland
| | Officiële records | Officiële records | Officiële records |      | Landelijke records | Landelijke records | Landelijke records      |
| Gebeurtenis | Jaar              | Extreem           | Locatie           | Jaar | Extreem            | Locatie            |                         |
| --- | ----------------- | ----------------- | ----------------- | ---- | ------------------ | ------------------ | ----------------------- |
| Laagste etmaalgemiddelde temperatuur (°C) | 1940              | −11,2             | De Bilt           |      | 1942               | −12,1              | Eelde                   |
| Hoogste etmaalgemiddelde temperatuur (°C) | 2008              | 10,9              | De Bilt           |      | 2008               | 12,2               | Ell, Westdorpe          |
| Laagste minimumtemperatuur (°C) | 1940              | −15,1             | De Bilt           |      | 1940               | −16,4              | Maastricht              |
| Hoogste minimumtemperatuur (°C) | 2008              | 9,7               | De Bilt           |      | 2008               | 11,7               | Ell, Westdorpe          |
| Laagste maximumtemperatuur (°C) | 1940              | −7,5              | De Bilt           |      | 1940               | −9,2               | De Kooy                 |
| Hoogste maximumtemperatuur (°C) | 2008              | 12,4              | De Bilt           |      | 2008               | 13,1               | Eindhoven, Gilze-Rijen  |
| Hoogste uurgemiddelde windsnelheid (m/s) | 1906              | 19,0              | De Bilt           |      | 1986               | 24,7               | Cadzand                 |
| Hoogste windstoot (m/s) | 1986              | 30,4              | De Bilt           |      | 1986               | 36,0               | Vlissingen              |
| Langste zonneschijnduur (uur) | 2017              | 6,7               | De Bilt           |      | 2016               | 7,7                | Maastricht              |
| Langste neerslagduur (uur) | 2004              | 22,8              | De Bilt           |      | 2004               | 23,5               | Rotterdam, Wijk aan Zee |
| Hoogste etmaalsom van de neerslag (mm) | 2004              | 29,9              | De Bilt           |      | 2004               | 30,6               | Soesterberg             |
| Laagste etmaalgemiddelde relatieve vochtigheid (%) | 2013              | 71                | De Bilt           |      | 1930               | 46                 | Maastricht              |
| Laagste uurwaarde luchtdruk op zeeniveau (hPa) | 1945              | 970,4             | De Bilt           |      | 1945               | 967,8              | Eelde                   |
| Hoogste uurwaarde luchtdruk op zeeniveau (hPa) | 2020              | 1047,2            | De Bilt           |      | 2020               | 1048,0             | Vlissingen              |
| Officiële records worden altijd gemeten op het KNMI-weerstation in De Bilt. Landelijke records kunnen worden gemeten op elk officieel KNMI-weerstation in Nederland. |                   |                   |                   |      |                    |                    |                         |

Uitzonderlijke gebeurtenissen
- 2004 - Landelijk maandrecord langste neerslagduur in uren van januari gemeten in Rotterdam en Wijk aan Zee: 23,5
- 2016 - Officieel laagste minimumtemperatuur in °C van het jaar gemeten in De Bilt: −8,0

### België
Dagrecords
- 1838 - Laagste etmaalgemiddelde temperatuur −15,1 °C
- 2007 - Hoogste etmaalgemiddelde temperatuur 11,5 °C
- 1838 - Laagste minimumtemperatuur −19,1 °C
- 1930 - Hoogste maximumtemperatuur 14,5 °C
- 2004 - Hoogste etmaalsom van de neerslag 19 mm

Uitzonderlijke gebeurtenissen
- 1986 - Storm veroorzaakt schade in het hele land: windstoten tot 140 km/h in Oostende.

<< · 1 · 2 · 3 · 4 · 5 · 6 · 7 · 8 · 9 · 10 · 11 · 12 · 13 · 14 · 15 · 16 · 17 · 18 · 19 · 20 · 21 · 22 · 23 · 24 · 25 · 26 · 27 · 28 · 29 · 30 · 31 · >>